# 惠慶 (繙譯進士)
惠慶（？年—？年）,成都駐防滿洲正黃旗人。咸豐十年庚申恩科(1860年)繙譯進士，曾任太僕寺主事，加員外郎銜，署四川省榮昌縣、夾江縣知縣。